# Andrea Wulf
Andrea Wulf (geboren 1967 in Neu-Delhi, Indien) ist eine deutsch-britische Kulturhistorikerin.

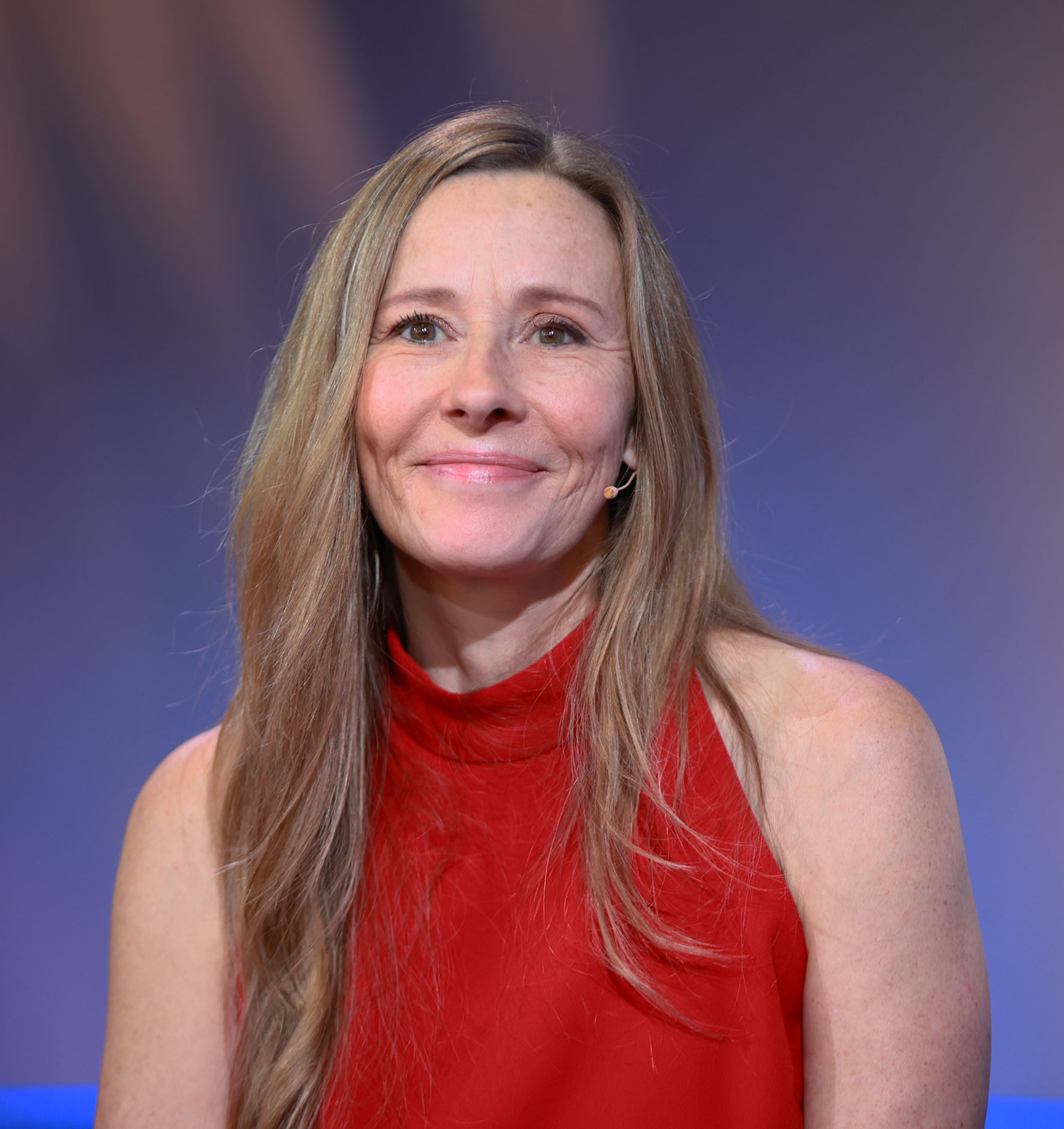
Andrea Wulf (2022)

## Leben
Andrea Wulf wuchs als Kind deutscher Entwicklungshelfer zunächst in Indien auf, dann ab dem 5. Lebensjahr in Hamburg. Ihr Vater ist der Friedens- und Konfliktforscher Herbert Wulf, ihre Mutter arbeitete als Lehrerin. Mit 22 Jahren bekam sie ihre Tochter. Sie begann das Studium der Kulturwissenschaften an der Universität Lüneburg, das sie abbrach, um mit der sechsjährigen Tochter 1996 nach London zu ziehen. Nach einigen Jahren begann sie mit einem Stipendium ein Studium in Designgeschichte am Royal College of Art, das sie mit dem Master abschloss. Seither lebt und arbeitet sie als Autorin in Großbritannien und publiziert in The Guardian, The Sunday Times, Wall Street Journal, Financial und LA Times.
2019 und 2022 war sie Inhaberin des Miller Scholarship und als solche Fellow des Santa Fe Institute.
Von ihr stammen Bücher über Gartenkunst, die Beobachtung der Venusdurchgänge im 18. Jahrhundert, Alexander von Humboldt und die Romantik um 1800 in Jena.

## Schriften
- This Other Eden. Seven Great Gardens and 300 Years of English History. Little, Brown 2005, ISBN 978-0-316-72580-4.
- The Brother Gardeners: Botany, Empire and the Birth of an Obsession. Heinemann, London 2008, ISBN 978-0-434-01612-9.
- The founding gardeners. How the revolutionary generation created an American garden. Heinemann, London 2011, ISBN 978-0-434-01910-6.
- Chasing Venus. The Race to Measure the Heavens. Knopf, New York 2012, OCLC 5894489537
  - Die Jagd auf die Venus und die Vermessung des Sonnensystems. Übersetzung Hainer Kober. Bertelsmann, München, ISBN 978-3-570-10095-0
  - Die Vermessung des Himmels. Vom größten Wissenschaftsabenteuer des 18. Jahrhunderts. Gleiche Übersetzung. Penguin, München 2017, ISBN 978-3-328-10228-1
- The Invention of Nature: How Alexander Von Humboldt Revolutionized Our World. Knopf, New York 2015, ISBN 978-0-385-35066-2.
  - Alexander von Humboldt und die Erfindung der Natur.[5] Übersetzung Hainer Kober. Bertelsmann, München  2016, ISBN 978-3-570-10206-0.
- The Adventures of Alexander Von Humboldt. Pantheon, 2019.
  - Die Abenteuer des Alexander von Humboldt. Eine Entdeckungsreise.[6] Übersetzt von Gabriele Werbeck. C. Bertelsmann, München 2019, ISBN 978-3-570-10350-0.
- Magnificent Rebels: The First Romantics and the Invention of the Self. Alfred A. Knopf, New York 2022, ISBN 978-0-525-65711-8.
  - Fabelhafte Rebellen. Die frühen Romantiker und die Erfindung des Ich. Übersetzung Andreas Wirthensohn. Bertelsmann, München 2022, ISBN 978-3-570-10395-1

## Auszeichnungen
- 2010: CBHL Annual Literature Award für The Brother Gardeners: A Generation of Gentlemen Naturalists and the Birth of an Obsession
- 2015: Costa Book Award (Biografie) für The Invention of Nature: How Alexander Von Humboldt Revolutionized Our World
  - Los Angeles Times Book Prize (Kategorie Wissenschaft und Technik) für The Invention of Nature: How Alexander Von Humboldt Revolutionized Our World
- 2016: Royal Society Science Book Prize für The Invention of Nature: How Alexander Von Humboldt Revolutionized Our World[7]
  - Cundill Prize (Recognition of Excellence Prize) für The Invention of Nature: Alexander Von Humboldt’s New World
  - Bayerischer Buchpreis für Alexander von Humboldt und die Erfindung der Natur
- 2017: Dingle Prize für The Invention of Nature: the Adventures of Alexander von Humboldt, the Lost Hero of Science
- 2019: Lichtenberg-Medaille
- 2019: Wissensbuch des Jahres für Die Abenteuer des Alexander von Humboldt